# Liste des gares de la wilaya d'El M'Ghair
La liste des gares de la wilaya d'El M'Ghair, est une liste des gares ferroviaires situées dans la wilaya d'El M'Ghair, en Algérie.

## Gares ferroviaires dans la wilaya
La wilaya d'El M'Ghair compte quatre gares dont deux fermées. Les gares en service sont exploitées par la Société nationale des transports ferroviaires (SNTF).
| Gare              | Commune    | Lignes                 | remarques   |
| ----------------- | ---------- | ---------------------- | ----------- |
| Gare de Djamaa    | Djamaa     | El Guerrah à Touggourt |             |
| Gare d'El M'Ghair | El M'Ghair | El Guerrah à Touggourt |             |
| Gare de N'Sigha   | El M'Ghair | El Guerrah à Touggourt | Gare fermée |
| Gare de Still     | Still      | El Guerrah à Touggourt | Gare fermée |

| \| Djamaa El M'Ghair N'Sigha Still \| Localisation des gares de la wilaya d'El M'Ghair |
| Djamaa El M'Ghair N'Sigha Still                                                        |

## Lignes ferroviaires dans la wilaya
La wilaya est traversée par une ligne : la ligne d'El Guerrah à Touggourt.